# Bescheid (Hunsrück)
Bescheid település Németországban, Rajna-vidék-Pfalz tartományban. Lakosainak száma 404 fő (2023. december 31.). Bescheid Beuren községgel határos.

## Népesség
A település népességének változása:
| Lakosok száma | 357  | 406  | 397  | 400  | 391  | 395  | 404  |
|               | 1975 | 2014 | 2017 | 2019 | 2021 | 2022 | 2023 |